# Лес Гатчес
Леслі Лайл «Лес» Гатчес (англ. Lesley Lyle «Les» Gutches; нар. 21 лютого 1973, Медфорд, штат Орегон) — американський борець вільного стилю, чемпіон та бронзовий призер чемпіонатів світу, чемпіон та бронзовий призер Панамериканських чемпіонатів, чемпіон Панамериканських ігор, володар, срібний та бронзовий призер Кубків світу, чемпіон Ігор доброї волі, учасник Олімпійських ігор.

## Життєпис
Боротьбою почав займатися з 1985 року. Лес Гатчес став першим спортсменом, який виграв титули чемпіонатів США з боротьби на всіх рівнях п'яти вікових груп — кадетів, юніорів, молоді, студентів та серед дорослих. П'ятиразовий чемпіон США. Вперше став чемпіоном країни у 1996 році.
У 1989 році став срібним призером чемпіонату світу серед кадетів у греко-римській боротьбі. У 1993 році став бронзовим призером чемпіонату світу серед молоді у вільній боротьбі.
Виступав за борцівський клуб «Sunkist Kids» з Фінікса. Тренер — Ів Велс.
Працює у банківській сфері. У вільний час допомагає місцевим програмам боротьби у середніх школах, і активно бере участь в борцівському клубі Orange Crush Club штату Орегон. Працював помічником тренера Олімпійської збірної США з боротьби.
Уведений до Національної Зали Слави боротьби у 2008 році.

## Спортивні результати на міжнародних змаганнях

### Виступи на Олімпіадах
| Змагання                    | Збірна | Вагова категорія          | Місце |
| --------------------------- | ------ | ------------------------- | ----- |
| Літні Олімпійські ігри 1996 | США    | вільна боротьба, до 82 кг | 7     |

### Виступи на Чемпіонатах світу
| Змагання                        | Збірна | Вагова категорія          | Місце  |
| ------------------------------- | ------ | ------------------------- | ------ |
| Чемпіонат світу з боротьби 1997 | США    | вільна боротьба, до 85 кг | Золото |
| Чемпіонат світу з боротьби 1998 | США    | вільна боротьба, до 85 кг | 7      |
| Чемпіонат світу з боротьби 1999 | США    | вільна боротьба, до 85 кг | Бронза |

### Виступи на Панамериканських чемпіонатах
| Змагання                                   | Збірна | Вагова категорія          | Місце  |
| ------------------------------------------ | ------ | ------------------------- | ------ |
| Панамериканський чемпіонат з боротьби 1993 | США    | вільна боротьба, до 82 кг | Золото |
| Панамериканський чемпіонат з боротьби 1994 | США    | вільна боротьба, до 82 кг | Бронза |

### Виступи на Панамериканських іграх
| Змагання                  | Збірна | Вагова категорія          | Місце  |
| ------------------------- | ------ | ------------------------- | ------ |
| Панамериканські ігри 1999 | США    | вільна боротьба, до 85 кг | Золото |

### Виступи на Кубках світу
| Змагання                    | Збірна | Вагова категорія          | Місце  |
| --------------------------- | ------ | ------------------------- | ------ |
| Кубок світу з боротьби 1998 | США    | вільна боротьба, до 85 кг | Бронза |
| Кубок світу з боротьби 1999 | США    | вільна боротьба, до 85 кг | Золото |
| Кубок світу з боротьби 2000 | США    | вільна боротьба, до 85 кг | Срібло |

### Виступи на інших змаганнях
| Змагання                                                             | Збірна | Вагова категорія          | Місце  |
| -------------------------------------------------------------------- | ------ | ------------------------- | ------ |
| Гран-прі Німеччини з боротьби 1994                                   | США    | вільна боротьба, до 82 кг | Бронза |
| Панамериканський Олімпійський кваліфікаційний турнір з боротьби 1996 | США    | вільна боротьба, до 82 кг | Золото |
| Ігри доброї волі 1998                                                | США    | вільна боротьба, до 85 кг | Золото |

### Виступи на змаганнях молодших вікових груп
| Змагання                                      | Збірна | Вагова категорія                 | Місце  |
| --------------------------------------------- | ------ | -------------------------------- | ------ |
| Чемпіонат світу з боротьби серед кадетів 1989 | США    | греко-римська боротьба, до 83 кг | Срібло |
| Чемпіонат світу з боротьби серед юніорів 1990 | США    | вільна боротьба, до 81 кг        | 7      |
| Чемпіонат світу з боротьби серед молоді 1993  | США    | вільна боротьба, до 82 кг        | Бронза |